# Stuff Dutch People Like
Stuff Dutch People Like is een website over typisch Nederlandse onderwerpen. De website wordt beheerd door de Canadese Colleen Geske die in Amsterdam woont.
De website beschrijft op humoristische wijze typisch Nederlandse gebruiken, tradities en (eet)gewoonten, gezien vanuit de ogen van een westerse buitenlander. Een aantal van de onderwerpen zijn ook in de omringende landen België en Duitsland bekend of gebruikelijk. Aan bod komen onder andere hagelslag, drop, stamppot, haring, Sinterklaas en Zwarte Piet, schelden door iemand een ziekte toe te wensen (Krijg de tering), het geven van drie kussen op de wang als begroeting en afscheid en het feliciteren van alle aanwezigen bij een verjaardag.
Geske begon het weblog in 2010 ter vermaak van andere expats, maar de site werd vooral immens populair onder Nederlanders. De site had in 2013 maandelijks 200.000 unieke bezoekers.

## Boeken
- Stuff Dutch People Like (Engelstalig)
- Lekker Nederlands (Nederlandstalig)
- Stuff Dutch People Say (Engelstalig)
- Stuff Dutch People Eat[1] (Engelstalig)
- Stuff Dutch Moms Like[1] (Engelstalig)
- You Know You're Dutch when...[4] (Engelstalig)

## Referentielijst
1. 1 2 3  (en) Stuff Dutch People Like takes on food and mothers - DutchNews.nl. DutchNews.nl. Geraadpleegd op 21 maart 2018.
2. ↑  Je weet dat je een Nederlander bent als je.... Metronieuws.nl. Geraadpleegd op 21 maart 2018.
3. ↑  Zelfs thuis bevallen is gezellig. NRC. Geraadpleegd op 21 maart 2018.
4. ↑  (en) You know you are Dutch when.... - DutchNews.nl. DutchNews.nl. Geraadpleegd op 21 maart 2018.